# Vergrotende breedte

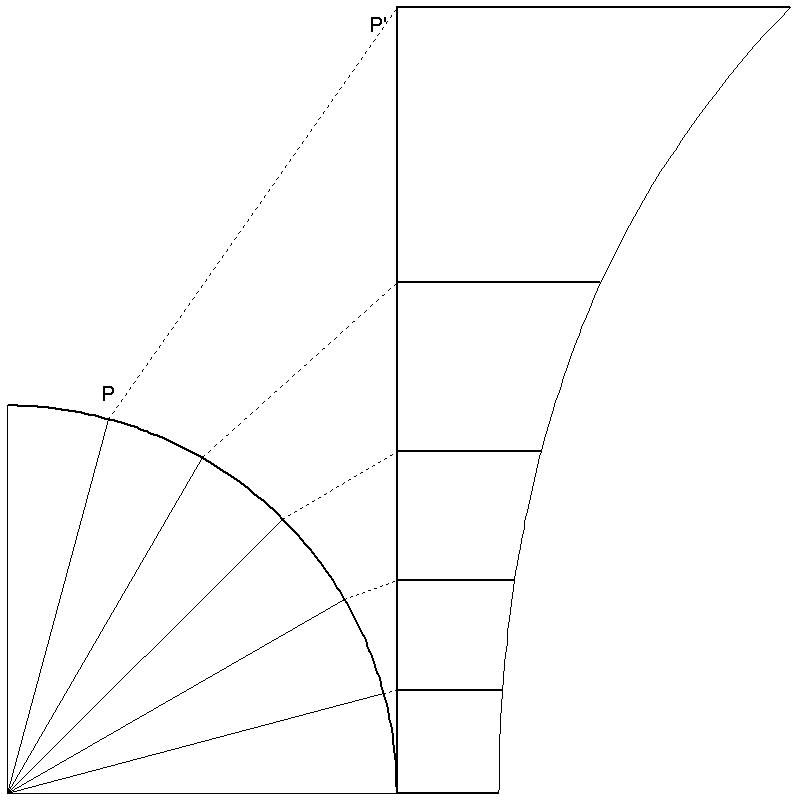
Vergrotende breedte bij de mercatorprojectie

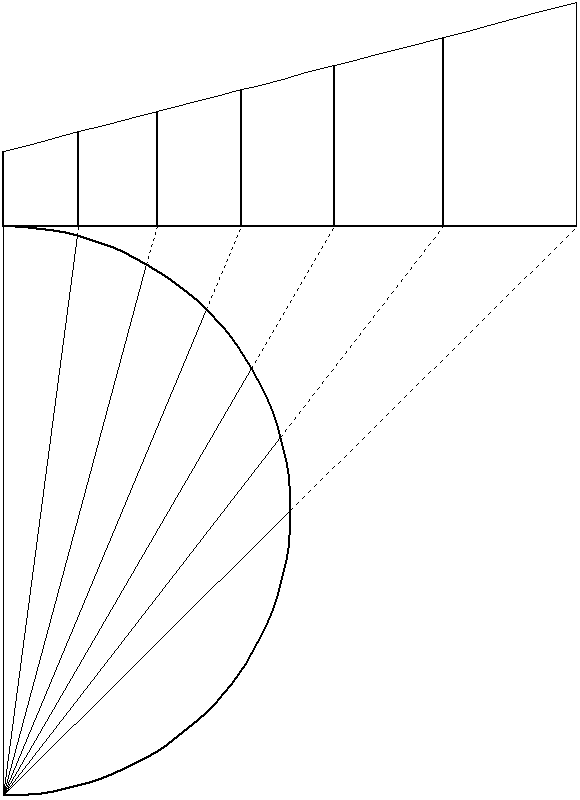
Vertekening bij azimutale projectie met omgekeerd effect

De vergrotende breedte of wassende breedte is de toenemende breedte op kaarten die van een niet-parallelgetrouwe projectie gebruikmaken. Daarbij neemt de schaal toe naarmate de afstand tot het raakpunt groter wordt. De vergrotende breedte wordt genoteerd met {\displaystyle \backslash B}.
Om de loxodroom tussen twee posities uit te rekenen, wordt bij loxodroomnavigatie gebruikgemaakt van het vergrotende breedteverschil {\displaystyle \Delta \backslash B}.

## Mercatorprojectie
De mercatorprojectie wordt ook wel vergrotende breedtekaart of wassende kaart genoemd. Deze kaart heeft een rechtlijnig coördinatenstelsel waarbij de afstand tussen de meridianen gelijk blijft aan die op de evenaar. Op de evenaar is de afstand van een lengtegraad vrijwel gelijk aan een breedtegraad, aangezien beiden grootcirkels zijn. Aangezien de parallellen kleincirkels zijn, wordt op hogere breedte de afstand van een lengtegraad steeds kleiner, om op de polen nul te worden. Bij de mercatorprojectie houden de lengtegraden een gelijke lengte, zodat de breedtegraden moeten worden vergroot om de onderlinge verhouding tussen de afstand van een lengtegraad en een breedtegraad kloppend te houden. Hierdoor rekt de kaart richting de polen steeds meer op en kunnen de polen daardoor zelf niet worden afgebeeld.
Op een hogere breedtegraad wordt bij de mercatorprojectie de projectie van de breedtegraden steeds groter, de vergrotende breedte.
Op een bol, dus ook op de Aarde neemt deze echter af volgens:
{\displaystyle \Delta l_{\varphi }=\Delta l_{0}\cdot \cos \varphi }
De schaal op de evenaar {\displaystyle s_{0}} verhoudt zich daardoor tot de schaal op breedtegraad {\displaystyle \varphi \ s_{\varphi }} volgens de schaalformule:
{\displaystyle s_{\varphi }={s_{0} \over \cos \varphi }}
Dit is in de richting van de parallel. Om de schaal in de richting van de meridiaan hieraan gelijk te maken, moet de afstand tussen de parallellen toenemen. Dit is de vergrotende breedte die kan worden berekend volgens de bol of volgens een oblate sferoïde, meer specifiek een referentie-ellipsoïde.

### Bol
Op breedte {\displaystyle \varphi } geldt in boogminuten of zeemijlen:
{\displaystyle \backslash \!B={10800 \over \pi }\ln \tan \left({\pi  \over 4}+{\varphi  \over 2}\right)}
Deze functie lijkt op de inverse gudermannfunctie.

### Ellipsoïde
De vorm van de Aarde wordt beter benaderd door een referentie-ellipsoïde dan door een bol. De formule voor een ellipsoïde in boogminuten is:
{\displaystyle \backslash \!B={10800 \over \pi }\left[\ln \tan \left({\pi  \over 4}+{\varphi  \over 2}\right)-e^{2}sin\varphi -{\frac {1}{3}}e^{4}sin^{3}\varphi -{\frac {1}{5}}e^{6}sin^{5}\varphi -\ldots \right]}
waarbij {\displaystyle e} de excentriciteit is.

### Vergrotende breedteverschil
Voor het vergrotende breedteverschil tussen positie {\displaystyle A} en {\displaystyle B} geldt:
{\displaystyle \Delta \backslash \!B_{AB}={180^{\circ } \over \pi }\ln \left[{\frac {\tan \left({\pi  \over 4}+{\varphi _{B} \over 2}\right)}{\tan \left({\pi  \over 4}+{\varphi _{A} \over 2}\right)}}\right]}

### Schaal

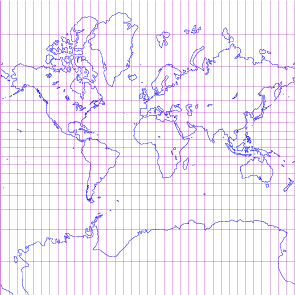
Wereldkaart in mercatorprojectie, Groenland en Antarctica zijn buiten proporties groot

De schaal op de evenaar {\displaystyle s_{0}} verhoudt zich tot de schaal op breedtegraad {\displaystyle \varphi s_{b}} volgens de schaalformule:
{\displaystyle s_{b}={s_{0} \over \cos b}}

## Azimutale projectie
Indien het raakpunt van de projectie op de pool ligt, zoals bij de polaire azimutale projectie, dan is er juist sprake van een vergrotende breedte vanaf die pool.